# 7. prosinca
7. prosinca (7. 12.) 341. je dan godine po gregorijanskom kalendaru (342. u prijestupnoj godini).
Do kraja godine imaju još 24 dana.

## Događaji
- 1917. – Sjedinjene Američke Države proglasile rat Austro-Ugarskoj
- 1941. – Započeo je Japanski napad na američku pomorsku bazu Pearl Harbor (Havaji), što je nakoncu uvelo SAD u Drugi svjetski rat. Vidi Napad na Pearl Harbor.
- 1965. – Završio Drugi vatikanski sabor
- 1988. – Potres u Armeniji (25 000 žrtava)
- 1991. – Za vrijeme Domovinskog rata, pet hrvatskih policajaca ubila su tri člana srpske obitelji Zec: Mihajlo Zec, suprugu Mariju i 12-godišnju kći Aleksandru.
- 2005. – Na Kanarskim otocima uhićen je Ante Gotovina, umirovljeni general Hrvatske vojske.

| - 1598. – Gian Lorenzo Bernini, talijanski kipar, graditelj i slikar († 1680.) - 1801. – Johann Nestroy, austrijski književnik i glumac († 1862.) - 1823. – Leopold Kronecker, njemački matematičar († 1891.) - 1900. – Katerina Bilokur, ukrajinska slikarica († 1961.) - 1905. – Gerard Kuiper, nizozemsko-američki astronom († 1973.) - 1928. – Noam Chomsky, američki filozof, jezikoslovac, psiholog i pisac - 1939. – Ksenija Urličić, hrvatska televizijska urednica - 1947. – Oliver Dragojević, hrvatski pjevač († 2018.) - 1956. – Larry Bird, američki košarkaš - 1978. – Barbara Prpić, hrvatska glumica - 1981. – Andy Bara, hrvatski nogometni agent - 1988. – Barbara Munjas, hrvatska pjevačica | - 43. pr. Kr. – Ciceron, rimski državnik, govornik i filozof (* 106. pr. Kr.) - 283. – Eutihijan, papa - 983. – Oton II., njemačko-rimski car (* 955.) - 1904. – Adolf Waldinger, hrvatski slikar (* 1843.) - 1904. – Antun Bauer, zagrebački nadbiskup (* 1856.) - 1917. – Luise Hummel, austrijska pedagoginja (* 1847.) - 1938. - Ivan Nepomuk Jemeršić, hrvatski katolički svećenik (* 1864.) - 1994. – Oto Šolc, hrvatski književnik (* 1913.) - 2000. – Vlado Gotovac, hrvatski književnik, filozof i političar (* 1930.) - 2004. – Julije Knifer, hrvatski slikar, jedan od najznačajnijih hrvatskih umjetnika 20. stoljeća (* 1924.) - 2013. – Zvjezdan Linić, hrvatski katolički svećenik, franjevac (* 1941.) - 2016. – Paul Elvstrøm, danski jedriličar (* 1928.) |

## Blagdani i spomendani
- Međunarodni dan civilnog zrakoplovstva

## Imendani
- Ambrozije
- Agaton